# Balthazard Billiet
Balthazard Billiet, noto in alcune fonti con il cognome Billet e italianizzato in Baldassarre Billet (Chapelles, 6 novembre 1818 – Annecy, 29 maggio 1871), è stato un politico francese.

## Biografia
Fu deputato del Regno di Sardegna nella V legislatura, eletto nel collegio di Bourg Saint-Maurice.